# Lucien Magnin
Pour les articles homonymes, voir Magnin.

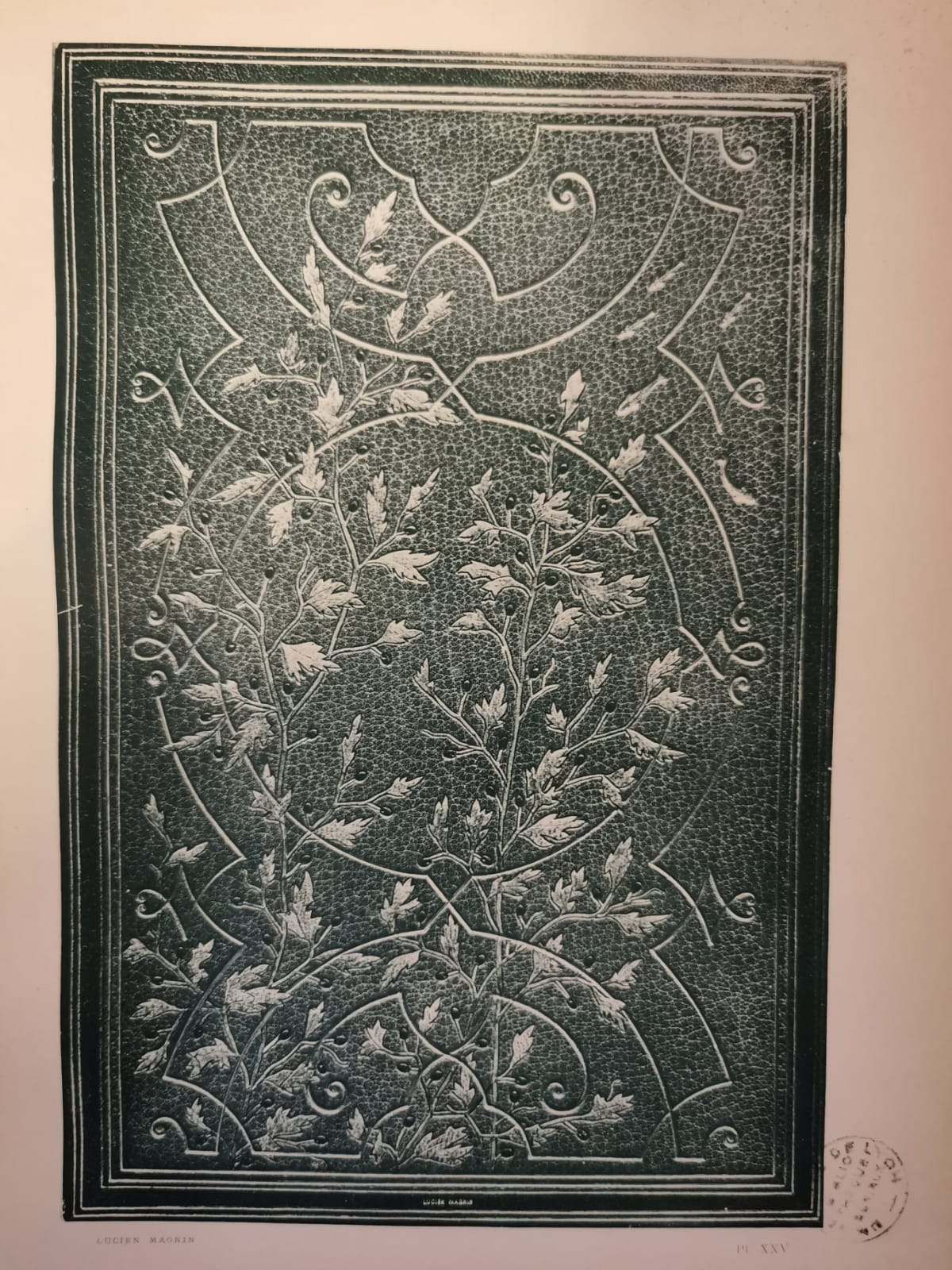
Pêcheur d'Islande, roman de Pierre Loti, reliure de Lucien Magnin

Marie Lucien Magnin, né le 1er janvier 1849 à La Chapelle-de-Mardore (Rhône) et décédé à Lyon (3e arrondissement) le 9 février 1903, est un relieur français.

## Formation et débuts
Issu d’une famille nombreuse, il est envoyé dès l'âge de quatorze ans dans un atelier de reliure par son père, menuisier. Il y fait son apprentissage, aux côtés du relieur Prudhomme, dont l’atelier est réputé à Lyon. Puis, en 1869, il se forme chez Lyons au travail de la dorure sur cuir et sur étoffe.  
Au lendemain de la guerre, Lucien et son frère Marius fondent leur atelier de reliure à Lyon au 12, rue Gentil en 1871. Après son mariage, il quitte son frère et s'installe au 8 place des cordeliers puis au quai de Retz en 1875. Il présente une reliure genre Grolier au Salon de la Société des Amis des Arts de Lyon en 1881. 

## Notoriété
Lors de l’exposition lyonnaise des Arts décoratifs de 1884, il obtient une médaille d'argent à l'exposition des Arts décoratifs de Lyon en 1884 en présentant dix-sept reliures, inspirées de Ève et de Grolier. Cette exposition se tient au palais Saint-Pierre, dans les salles du premier étage, aujourd’hui le musée des Beaux-Arts de Lyon. C’est la première fois que les reliures de Lucien Magnin paraissent en public.

« Déjà se montraient ses qualités maitresses : dans le choix sévère des maroquins, dans l’harmonie des couleurs, dans la qualité des ors, dans la netteté du dessin, dans la sûreté impeccable de la main, enfin dans toutes les difficultés de métier complètement vaincues, on reconnaissait déjà l’ouvrier habile qui allait devenir un maître. »

— Jean-Baptiste Giraud, 1905

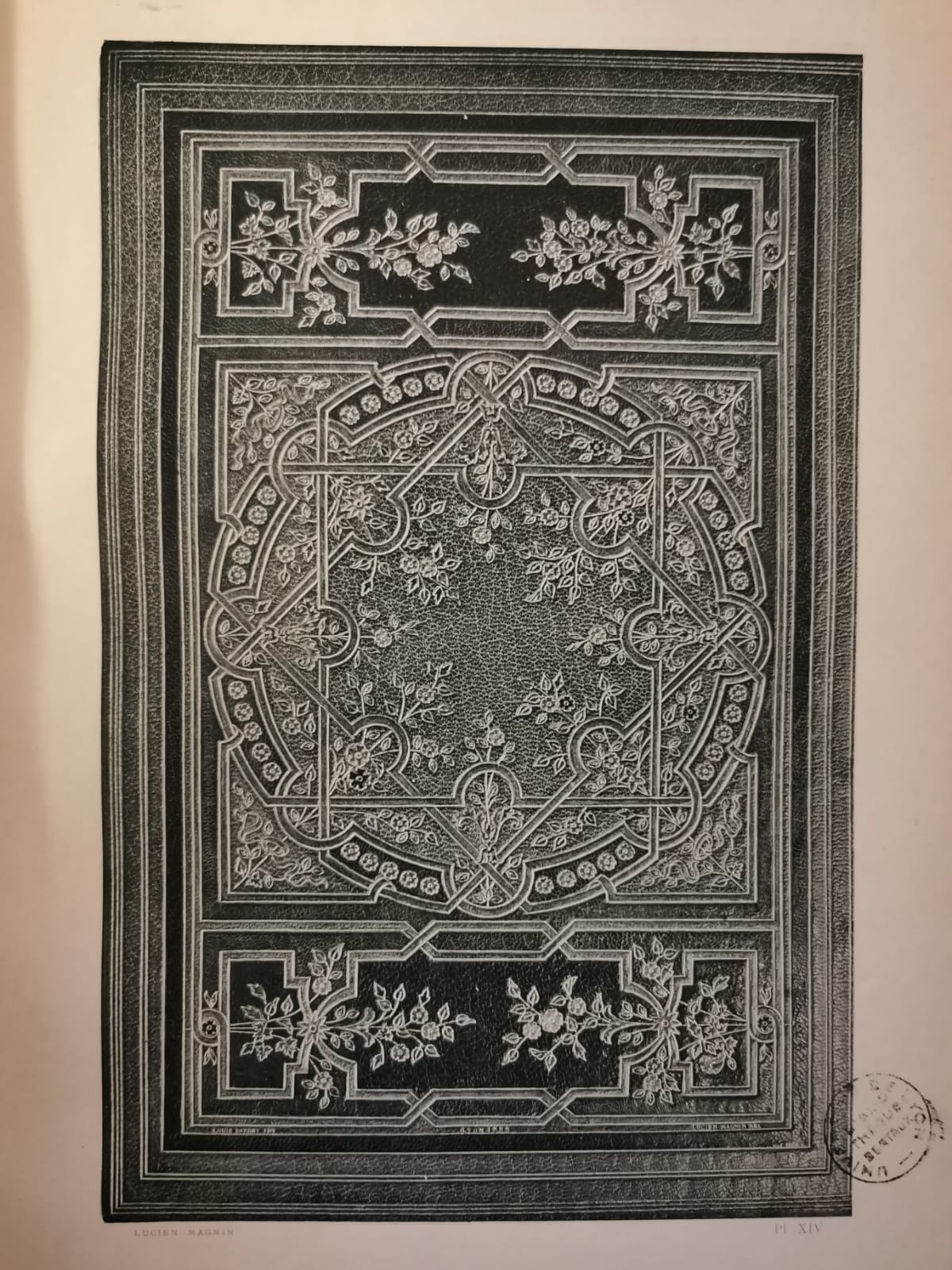
Paul et Virginie, reliure de Lucien Magnin, collaboration avec Louis Bardey

Il collabore avec le dessinateur Louis Bardey. Cette collaboration donne naissance à une série de travaux où dominent les ornements d’entrelacs de fleurs et de rinceaux. 
À l'exposition universelle de Paris de 1889, sa vitrine fait sensation car il est le premier avec le relieur Amand (Pierre Chevannes, dit) à pratiquer le genre mosaïque. Il y obtient une médaille d’argent, qui participe encore davantage à asseoir sa réputation. Ce qui lui vaut par la suite de nombreuses commandes, notamment la reliure de Jacques le Fataliste.
En 1894, il est membre du jury à l'exposition universelle de Lyon et y expose des reliures. Son travail est désigné comme appartenant au « modern style » : des décors mosaïqués, où domine l’élément végétal. La reliure du Pêcheur d'Islande ou celle des Débuts de César Borgia peuvent être classées parmi les modèles du genre. 
Il obtient une troisième médaille d’argent lors de l’exposition de 1900.

## Postérité
Un ouvrage intitulé Lucien Magnin, relieur lyonnais lui est consacré, écrit en 1905 par Jean-Baptiste Giraud. Cet ouvrage a été tiré à cent-vingt exemplaires numérotés, imprimés sur papier des Manufactures impériales au Japon. Il contient une biographie de l’artiste ainsi que quatre-vingts planches légendées de ses œuvres.

« Façonné par ses doigts habiles, l’humble cuir obéissant, pressé, teint, découpé, gaufré, s’est transformé comme en un joyau d’or et d’émail, pouvant figurer à côté des reliures les plus parfaites de tous les temps, et digne d’être un jour, comme elles, l’honneur d’un grand Musée. »

— Jean-Baptiste Giraud, 1905
Au fil des années, il se constitue une importante collection de fers à dorer. En 1900, sa collection compte près de deux mille outils. Elle est d’abord récupérée par son frère Marius, puis vendue par sa nièce Mireille à la bibliothèque municipale de Lyon en 1985.

## Notes et références

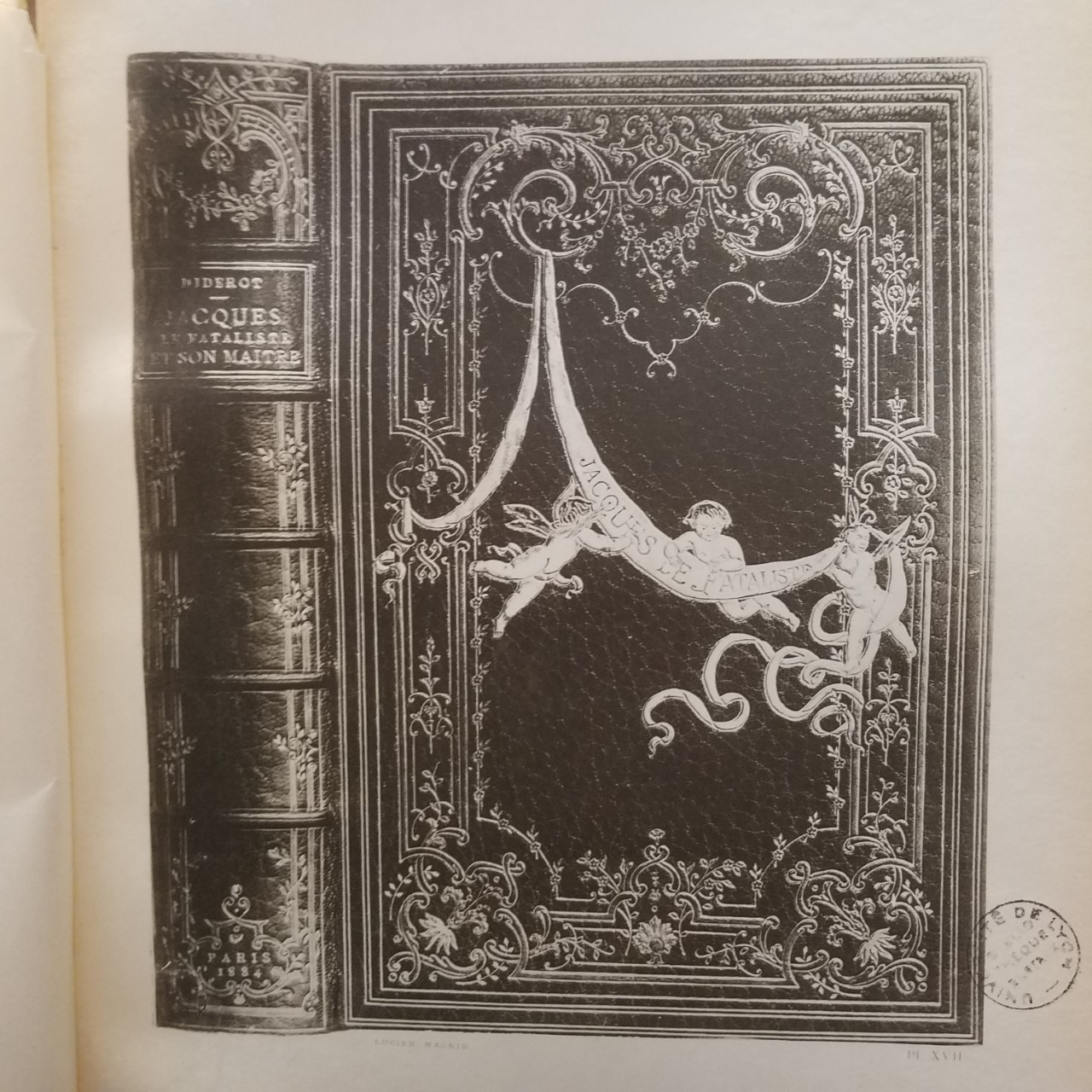
Magnin Lucien, Reliure Jacques le Fataliste